# Тюлу, Жан-Луи
Жан-Луи Тюлу (фр. Jean-Louis Tulou; 12 сентября 1786, Париж — 23 июля 1865, Нант) — французский флейтист и композитор.
Сын фаготиста Луи Проспера Тюлу (1749–1799). В 10 лет стал учеником Иоганна Георга Вундерлиха. В 1801 г. заканчивает Парижскую Национальную Консерваторию. С 1804 солист оркестра Итальянской оперы, с 1813 солист Гранд Опера. В 1822 оставляет свой пост по политическим причинам, в 1826 возвращается назад.
С 1829 по 1856 год — профессор Парижской Национальной Консерватории. После выхода на пенсию в 1856 переезжает в Нант.
Главным конкурентом Тюлу был его современник, известный флейтист Луи Друэ. Тюлу был противником флейты системы Бёма, и сопротивлялся её введению в классах Парижской консерватории. Среди его учеников известные французские флейтисты Жозеф Анри Альтес, Жюль Демерссман, Поль-Агриколь Женен. Автор около 130 сочинений для флейты, из них 15 больших соло, написанных специально для экзаменов в Парижской Консерватории.

## Сочинения
- 3 дуэта для 2х флейт, op. 14
- 9 этюдов для 2х флейт
- Ария с вариациями для флейты и фп., op. 22 и op. 35
- Трио для 3х флейт, op. 24
- Фантазии для флейты и фп., op. 30 и op. 36
- 3 концертных дуэта для 2х флейт, op. 34
- Ноктюрн для флейты и арфы, op. 48
- «Английский сувенир» для флейты и фп., op. 50
- Интродукция и вариации на т. Россини для флейты и фп., op. 55
- 3 больших дуэта для 2х флейт, op. 72
- 6 дуэтов для 2х флейт, op. 103 и 104
- 15 больших соло для флейты и фп.
- переложения арий Россини